# The Great Louse Detective
«The Great Louse Detective» (рус. Великий подлый детектив) — шестая серия четырнадцатого сезона мультсериала «Симпсоны». Премьера состоялась 15 декабря 2002 года.

## Сюжет

Гомер встречает Фрэнка Граймса-младшего

Симпсоны посещают спа-салон. Там Гомера чуть не убивает загадочный человек, который запирает его гаечным ключом в невыносимо горячей парилке. Обеспокоенные Гомер и Мардж идут в полицию, но там им говорят, что быстрее найти убийцу сможет только другой убийца, а именно Сайдшоу Боб, которого (к дискомфорту Барта) освобождают. Для обеспечения безопасности Барта шеф Виггам устанавливает на лодыжке Боба электрический браслет, чтобы он не смог навредить Барту, когда переедет жить к Симпсонам. Боб спрашивает у Гомера, кто может желать ему смерти, а потом решает провести с Гомером его обычный день. Они занимаются дельтапланеризмом (Гомер решил произвести на Боба впечатление), посещают магазин «На скорую руку» (там Боб и Апу вспоминают о своей последней встрече) и заходят в ремонтную мастерскую, где Гомер ругается с механиком Младшим.
Позже Гомер и Боб идут в Таверну Мо, где убийца появляется в дверях, держа в руках пистолет, и стреляет в Гомера, но промахивается и разбивает банку с маринованными яйцами Мо, после чего он уезжает на эвакуаторе. Боб предлагает Гомеру на время скрыться из виду, чтобы быть в безопасности, однако выясняется, что Гомер был назван королём Спрингфилдского Марди Гра, на котором он должен весь день ездить на троне. Боб узнаёт, что Гомер выиграл лишь потому, что все бланки голосования были написаны одним человеком. Гомер решает участвовать в параде в надежде заманить убийцу. На параде Боб узнаёт, что у двигателя трона, на котором будет ехать Гомер, возникли проблемы в связи с неправильным ремонтом. Боб догадывается, что убийца — это Младший, который запер Гомера в парилке гаечным ключом, а также уехал на эвакуаторе от Мо. Он спасает Гомера, выстрелив собой из пушки, уцепившись за воздушный шар и захватив Гомера своими огромными ногами под мышками, и вовремя: как раз перед тем, как трон врезается в «Музей Рыбы-меча». Гомер и Боб на ходулях догоняют убийцу, который передвигается аналогичным способом. Выясняется, что убийца действительно механик Гомера Младший. Он говорит, что его зовут Фрэнк Граймс-младший, и обвиняет Гомера в смерти своего отца в эпизоде «Homer’s Enemy». Шеф Виггам и полиция арестовывают Граймса-младшего и усыпляют Боба дротиком со снотворным.
Той же ночью, после того, как Гомер укладывает Барта спать, Боб, который висит на задней стороне двери, спрыгивает вниз. Барт пытается ударить его током с помощью пульта дистанционного управления браслетом, но Боб бросает его в окно, заклеивает Барту рот, берёт его на руки и готовится убить мальчика ножом. Тем не менее Боб понимает, что он привык к лицу Барта, и что он не может заставить себя сделать это (свои чувства он выражает в песне). После этого Боб выпрыгивает из окна и Барт быстро закрывает окно. В этот момент Боба неоднократно ударили током две птицы, к которым в гнездо попал пульт управления браслетом.

## Культурные отсылки
- Название эпизода пародирует название фильма «Великий мышиный сыщик».
- Сюжет про механика-убийцу напоминает фильм «Механик».
- Боб поёт песню «Я привык к твоему лицу» с измененным текстом из мюзикла «Моя прекрасная леди».
- Гомер использует сортировщик почты Джорджа Формана, что является пародией на гриль Джорджа Формана.
- В этом эпизоде Сайдшоу Боб, подобно Ганнибалу Лектеру, помогает полиции поймать маньяка, но при этом, выйдя на свободу, он сам берётся за старое.